# Fujiwara no Narichika
Fujiwara no Narichika va ser un noble de la cort a finals del període Heian. Fill del conseller mitjà Fujiwara Ienari. Segon rang i Dainagon provisional.

## Biografia
Joventut

Com el seu pare, Ienari, era el vassall favorit de l'emperador Toba, va ser ascendit ràpidament i va rebre el rang de Cinquè Grau Junior a l'edat de cinc anys el 1142. El 1144, a l'edat de set anys, va esdevenir governador d'Echigo, i posteriorment va exercir com a governador de Sanuki, camarlenc i governador d'Echigo (renominat). Com el seu pare, es va convertir en un col·laborador proper de l'emperador Toba, i a l'abril de 1156, va ser seleccionat per decret imperial com a enviat per al Festival de Kamo. L'any 1141, Fujiwara no Yorinaga va criticar el fet que el germà gran de Narichika, Ieaki, fos nomenat per a la posició de Shosho d'Esquerra (general major de la Guàrdia Imperial), qualificant-ho duna improcedència per part dels diferents nobles. {Nota n. 1} De fet, el càrrec de reserva de la Guàrdia Imperial era originalment un càrrec d'oficial superior de la Guàrdia Imperial. L'ascens de Narichika a la posició de Shosho Esquerra es pot veure com un signe de l'augment de l'estatus del clan Ienari i de la profunda confiança dipositada en ell per l'emperador Toba. Al juliol del mateix any, al funeral de l'emperador Toba, Narichika va servir com a portador del taüt juntament amb Shinzei i altres.

## Ajudant de l'emperador Go-Shirakawa
En 1158, esdevé capità mitjà de la Guàrdia dreta. L'any següent, va ser ascendit al quart rang júnior i també va ser reconegut per la posició important d'Echigo no Kami. Mentre els seus germanastres Takasue i Ieaki servien de prop a Bifukumon'in, la germana de Narichika era l'esposa de Fujiwara no Nobuyori, així que va començar a treballar juntament amb Nobuyori i es va convertir en un dels ajudants propers de l'emperador Goshirakawa. L'emperador Go-Shirakawa tenia una gran confiança en Nariyoshi, i Jien afirma que els dos estaven en una relació homosexual. {Nota n. 2}
Durant la Rebel·lió Heiji, va agafar les armes i va lluitar al costat de Fujiwara Nobuyori. Després de la derrota, Nobuyori va ser executat, però la vida de Narichika es va salvar, ja que la seva germana petita, Tsuneko, era l'esposa de Taira no Shigemori, i només va rebre un lleuger càstig de ser acomiadat del seu càrrec. Segons el Gukansho, era considerat com un "jove senyor de Fuyou". {nota n. 3}
L'abril de 1161, Narichika va tornar al seu lloc com a Uchujo (comandant militar). Després de la mort de Bifukumon'in, el conflicte entre la facció Go-Shirakawa Insei i la facció del govern directe de Nijo es va intensificar, i Go-Shirakawa tenia la intenció d'enfortir la seva pròpia base política. No obstant això, el setembre del mateix any, quan es va descobrir un complot de Taira no Tokitada i altres per fer del príncep imperial Norihito (posteriorment emperador Takakura) el príncep hereu, Nijō el va acomiadar immediatament de la seva posició com a vassall de confiança de l'emperador Go-Shirakawa. Narichika es trobava entre ells, i tot i que l'any següent va ser revocat, la seva promoció es va estancar i es va veure obligat a romandre amagat al món polític sota el domini directe de Nijō.
Després de la mort de l'emperador Nijō, el gener del primer any de l'era Nin'an (1166), Narichika va ser nomenat capità mitjà de la Guàrdia Esquerra. Beneficiant-se de la restauració del poder de l'emperador Go-Shirakawa, el juny del mateix any va ser nomenat cap dels Chamberlains, a l'agost es va convertir en conseller i al desembre va ser ascendit al rang de tercer rang a l'edat de 29 anys, superant altres cinc Joro. A l'octubre d'aquell any, el príncep Norihito va ser nomenat príncep hereu, i l'emperador Go-Shirakawa, amb el suport de Taira no Kiyomori, va començar a governar completament el país des de l'exterior. L'any següent, Narichika es va convertir en Chunagon provisional. Com que era el cunyat de Taira no Shigemori, va tenir una estreta relació amb Shigemori, i la filla de Narichika es va convertir més tard en l'esposa del fill gran de Shigemori, Koremori. El novembre de 1169, al Festival de Yasoshima a Takakura, Tsuneko va servir com a enviat imperial, i Narichika el va acompanyar juntament amb el seu germà Takasue i el clan Taira. A més, quan Fujiwara no Moronaga, que havia estat exiliat per la seva implicació amb el seu pare, Yorinaga, en la Rebel·lió de Hogen, va ser retornat al govern central, Narichika es va casar amb la seva filla amb Moronaga i va ajudar a la seva restauració al poder. {Nota n. 4}

## La petició de Kao
- Per a més detalls, vegeu "Kao no Goso" a la Viquipèdia japonesa.

Com que l'emperador Go-Shirakawa es va convertir al temple d'Onjo-ji ben aviat i va assumir el paper del seu patró, el temple d'Enryaku-ji, que estava en conflicte amb el temple d'Onjo-ji, no estava satisfet amb les polítiques del temple de Go-Shirakawa. El desembre de 1169, Uemon-no-jo Fujiwara Masatomo, que era diputat d'Owari no Kami Fujiwara Ienori, es va enfrontar amb un sacerdot de Hirano-sho a la província de Mino, que era el territori del temple d'Enryaku-ji, per un assumpte trivial. L'incident en si va ser menor, però la província de Mino tenia moltes mansions pertanyents al temple d'Enryaku-ji, i l'emperador Go-Shirakawa havia nomenat a In no Kinshin com a governadors provincials i va implantar una política de restringir la propietat de les cases senyorials, per tant, el temple d'Enryaku-ji va presentar una forta petició demanant l'exili de Narichika i la presó de Karichika Masstrongato. Narichika era el germà ple d'Ienori i era el senyor feudal de la província d'Owari.
L'emperador Go-Shirakawa va convocar nobles, oficials de policia i samurais al Palau Imperial per reforçar la seguretat, però les masses es van dirigir cap al Palau Imperial i van irrompre al palau, alçant la veu. L'emperador Go-Shirakawa va intentar enviar tropes governamentals per sufocar la rebel·lió, però la majoria dels nobles de la reunió es van oposar a enviar tropes, i Taira no Shigemori, que havia de dirigir les tropes, no va respondre a l'ordre de marxar, així que el 24, Nariyoshi va ser destituït del seu càrrec i exiliat a la província de Bitchu. No obstant això, el dia 28, va ser revocat i, en canvi, Kebiishi betto (oficial en cap de la Guàrdia Imperial), Taira no Tokitada i Kurodo no kami (cap del camarlenc), Taira no Nobunori , van ser exiliats. El dia 30, Narichika va ser reintegrat al seu càrrec com a Chunagon provisional, i el gener de l'any següent es va convertir en l'Uhyoe no Kami i Kebiishi betto. Pel que fa a aquesta mesura, Kujo Kanezane va comentar que va ser "l'obra del diable celestial".
El temple d'Enryaku-ji va reaccionar amb força i va tornar a indicar que faria una forta crida, i el dia 17, Kiyomori va viatjar a Kyoto des de Fukuhara per resoldre la situació. A mesura que les forces militars es van reunir a Rokuhara i la situació es va tornar tensa, Narichika va demanar a l'emperador Go-Shirakawa que dimitis del seu càrrec com a sacerdot en cap dels Kebiishi. El 6 de febrer, Shigenobu va ser destituït del seu càrrec però es va estalviar l'exili. A l'abril del mateix any, ràpidament va ser reelegit als seus càrrecs com a Gon Chunagon, Uhyoe no Kami i Kebiishi betto, i al juliol es va convertir en Uemon no Kami, i al desembre es va convertir en Saemon no Kami. Després d'això, Narichika va servir com a Kebiishi betto durant un llarg període fins al novembre de 1175. Amb la protecció de l'emperador Go-Shirakawa en aquest incident, Narichika no només va evitar l'amenaça de ser enderrocat, sinó que també va demostrar una vegada més la confiança que tenia en l'emperador. Després d'haver establert la seva posició com un dels principals ajudants de l'emperador, Narichika sempre va acompanyar l'emperador Go-Shirakawa en els seus moderns banquets i pelegrinatges a Kumano, que eren els seus passatemps preferits. L'any següent, se li va atorgar el rang de Shonii, i el 1175, va ser ascendit a Gon Dainagon.

## La conspiració Shishigatani
- Per obtenir més detalls, vegeu "La conspiració de la vall dels cérvols" a la Viquipèdia japonesa.

Després de la mort de Kenshunmon'in el juliol de 1176, el conflicte entre l'emperador Go-Shirakawa i el clan Taira es va fer progressivament més evident. El conflicte esdevingué decisiu amb l'incident de Hakusan l'abril de 1177. El conflicte entre el temple In i Enryaku-ji es va intensificar a mesura que el temple Enryaku-ji va presentar una forta petició exigint l'exili de Kaga no Kami (província de Kaga), Fujiwara no Michitaka, mentre que el pare de Michitaka, Saiko, va aconsellar a l'emperador Go-Shirakawa que castigués el cap de sacerdot de Tendai, Myoun. Mentre Kiyomori havia anat a Kyoto i es preparava per atacar el temple d'Enryaku-ji per ordre de l'emperador Go-Shirakawa, Nariyoshi va ser arrestat sobtadament per Kiyomori l'1 de juny.

Segons "Gukansho", Narichika va saludar a Taira no Shigemori i Yorimori, que estaven asseguts al seient dels nobles de la cort, dient: 
| « | "He vingut perquè m'has convocat", --i quan va entrar, va ser lligat amb una corda per Taira no Moritoshi, un criat de Kiyomori', i el van empènyer a l'habitació,-- i em va animar Kigemori, va dir que el meu pare va ser sorprès, per estalviar-te la vida també aquesta vegada" | » |

La gent comuna que havia viatjat fins a Nishi-Sakamoto va expressar el seu agraïment a Kiyomori, dient: "Estem contents que hagis vençut el nostre enemic". Des de la petició de Kao, Nariyoshi, juntament amb Saiko, era un enemic jurat del temple Enryaku-ji.
L'Hyakurensho registra que "el Senyor Narichika ha estat planejant alguna cosa secreta", i el Gukansho registra que "es diu que Narichika, Saikou i Shunkan s'han reunit i estan mantenint una discussió secreta", per la qual cosa es creu que és cert que hi va haver un complot per enderrocar el clan Taira. "The Tale of the Heike" afirma que la raó per la qual Narichika va eclosionar la conspiració va ser perquè volia convertir-se en el Gran Cambern d'Esquerra per succeir a Fujiwara no Moronaga, que havia renunciat al càrrec, però li molestava el fet que els germans Taira no Shigemori i Munemori fossin nomenats per a tots dos càrrecs. El desig de convertir-se en Gran Chamberlain era cert. La mateixa història també apareix a "The Tale of Heiji" com una anècdota sobre Fujiwara Nobuyori, i com que "The Tale of Heiji" i "The Tale of the Heike" es creu que s'han escrit al mateix temps, no es pot negar que tots dos poden ser ficcions literàries.
El 2 de juny, Narichika va ser exiliat a la província de Bizen, i el 18, va ser destituït del seu càrrec. Encara que va rebre ajuda de Taira no Shigemori, com enviar-li roba, va morir el 9 de juliol. Se suposa que va ser assassinat al ser privat de menjar. {nota n. 5}

## Carrera oficial
Data = calendari lunar

- 5 de gener de 1142 (Eiji 2): Cinquè rang júnior
- 18 de desembre de 1144: Echigo no Kami
- Ten'yo 2 (1145) 4 de gener: Cinquè rang júnior
- 29 de desembre de 1146: governador de Sanuki
- 6 de gener de 1150: Cinquè rang júnior
- 28 de gener de 1152 (Nihei 2): Chamberlain
- 28 de gener de 1155 (Kyushu 2): Echigo no Kami (construcció de Toba Mido)
- 6 d'abril de 1156 (Kyushu 3): general de comandament d'esquerra. Echigo no Kami Nyogen
- 1157 (2n any de l'era Hōgen)
- 24 de gener: quart rang juvenil (construcció del temple Kongoshin-in)
- 22 d'octubre: grau superior de quart rang júnior (construcció del palau de Shunkoden)
- 26 de novembre de 1158: Capità mitjà dret
- 1159 (4t any de l'era Hōgen)
- 3 de gener: Shoshii (quart rang inferior) (successor de Fujiwara Nobuyori)
- 3 de febrer: Echigo no Kami (renominat)
- 27 de desembre, 1r any de l'era Heiji : acomiadament (conegut de Fujiwara Nobuyori)
- 1161 (2n any de l'era Eiryaku)
- 1 d'abril: retornat al grau de Tinent General
- 28 de setembre, 1r any de l' era Oho : Destituït del càrrec
- 1166 (2n any d'Eiman)
- 12 de gener: Tinent General Esquerra
- 6 de juny: Cap del Cambrel
- Després del canvi de nom de l'era, el 27 d'agost, primer any de l' era Jin'an , va ser nomenat conseller . El tinent general d'esquerra Nyogen. Tercer Grau Júnior
- 23 de desembre: Shosanmi
- 2n any de Nin'an (1167)
- 30 de gener: nomenat simultàniament com a governador d'Echizen
- 11 de febrer: Gon Chunagon
- 19 d'octubre: Permès portar espasa
- Primer any de Kao (1169)
- 24 de desembre: Destitució del càrrec (apel·lació de les misses Tendai). Exiliat a la província de Bitchu
- 28 de desembre: Recuperació
- 30 de desembre: torna a la normalitat. Va tornar a la posició de Gon Chunagon
- 1170 (2n any de Kao)
- 5 de gener: Comandant de la Guàrdia Dreta. Kebiishi Betto
- 6 de febrer: Destitució del càrrec (Apel·lació de les misses Tendai)
- 21 d'abril: va tornar als seus càrrecs com a Chunagon provisional, Uhyoe no Kami i Kebiishi betto
- 26 de juliol: Uemon no Kami
- 30 de desembre: Coandant Esquerra
- 1172 (2n any de l'època Joana)
- 21 de juliol: Segon rang Júnior (construcció del Palau Imperial, Palau Sanjo i trasllat de l'Emperador)
- 1173 (3r any de Jōan)
- 13 d'abril: Shonii (visita imperial al santuari Hachiman Kamo, esdeveniment)
- Primer any d' Angen (1175)
- 28 de novembre: Gon Dainagon
- 1177 (3r any d'Angen)
- 1 de juny: empresonat a Nishihachijotei
- 2 de juny: Exiliat a la província de Bizen
- 18 de juny: Destituït

## Genealogia
- Pare: Fujiwara Ienari
- Mare: Filla de Fujiwara no Tsunetada (de la línia Doryu de la família Fujiwara del Nord)
- Esposa: Filla de Fujiwara no Chikataka
  - Fill: Shigetsune (1156 ? - 1202)
- Home: Shigemune - Fill adoptiu de Fujiwara no Moronaga
  - Femení: Sala de la directora Fujiwara
- Esposa: Toku no Kimi (filla de Minamoto no Tadafusa - esposa de l'emperador Nijō )
  - Fill : Chikazane (1168-1215).
- Esposa: emperador Go-Shirakawa Kyogoku no Tsubone (filla de Fujiwara no Shunzei)
  - Filla: Kenshunmon-in, el nou Dainagon (ministre en cap d'estat) - esposa de Taira no Koremori , més tard esposa de Fujiwara no Tsunefusa
- Esposa: Hachijoin Bomon no Tsubone (filla de Fujiwara no Shunzei)
  - Fill: Ano Kimisa - fill adoptiu de Shigenoi Sanekuni, descendent de la família Ano[4]
  - Filla: Nariko - esposa de Jimyoin Motomune , nodrissa de l'emperador Go-Shirakawa
  - Femení: Taira no Kiyotsuni
- Mare biològica desconeguda:
  - Mascle: Kakukan (o Kakushin)[5]
  - Noi: Benvolgut pare
  - Femení: Sala Oficial Sanjo
  - Dona: cap de l'exèrcit, dona de Shigeka (cognom desconegut)
  - Femení: Minamoto no Toshimuro
- Germana petita: Keishi - esposa de Taira no Shigemori

## Títols relacionats
Drama televisiu

- " New Tale of the Heike " ( 1972 , drama de la NHK Taiga ) interpretat per Haruhiko Okamura
- " The Grass Burns " ( 1979 , drama de la NHK Taiga) interpretat per Mutsumi Morii
- " Honoo Tatsu " ( 1993-1994 , drama de la NHK Taiga) interpretat per Ryuichi Ogawa
- " Yoshitsune " ( 2005 , drama de la NHK Taiga) interpretat per Genjiro Mori
- " Taira no Kiyomori " ( 2012 , drama de la NHK Taiga) interpretat per Yoshizawa Yu

animació

- " The Tale of the Heike " ( 2022 , Fuji TV ) Veu: Takashi Morimiya